# NGC 32
NGC 32 je dvostruka zvijezda u zviježđu Pegazu.

## Vanjske poveznice
- SEDS: NGC 0032